# Wyndham Halswelle
Wyndham Halswelle (n. 30 mai 1882, Londra, Regatul Unit al Marii Britanii și Irlandei – d. 31 martie 1915, Neuve-Chapelle, communauté d'agglomération de Béthune-Bruay, Artois-Lys Romane⁠(d), A Treia Republică Franceză) a fost un atlet britanic, medaliat olimpic. A participat la o ediție a Jocurilor Olimpice (1908) în care a câștigat medalia de aur în proba de 400 m.

## Palmares
| An   | Competiție           | Locație                | Loc    | Eveniment | Note |
| ---- | -------------------- | ---------------------- | ------ | --------- | ---- |
| 1906 | Jocurile Intercalate | Atena, Grecia          | 3 (sf) | 100 m     | TN   |
| 1906 | Jocurile Intercalate | Atena, Grecia          | 2      | 400 m     | 54,0 |
| 1906 | Jocurile Intercalate | Atena, Grecia          | 3      | 800 m     | TN   |
| 1908 | Jocurile Olimpice    | Londra, Marea Britanie | 1      | 400 m     | 50,0 |